# Reminderville (Ohio)
Pour les articles homonymes, voir Reminderville.
Reminderville est une ville américaine située dans le comté de Summit, dans l’Ohio. Selon le recensement de 2010, sa population est de 3 404 habitants.